# Songbird (ソフトウェア)
Songbird（ソングバード）は、かつて開発されていた、MozillaやFirefoxのHTMLレンダリングエンジンGeckoを採用し、XULRunnerプラットフォームに基づいて構築されたクロスプラットフォームで動作するメディアプレーヤー。Songbirdはウェブブラウザの機能も持つ。iTunesのライバルを目指し、GPLライセンスの自由ソフトウェア、オープンソースで開発された。
2010年4月2日、Songbird開発者ブログにてLinux版のサポート中止を発表し大きな波紋を広げたが、4月5日付けの追記では、Linux版のリリースと積極的な機能追加はないが、Linux版ソースコードを維持することや自動ビルド、開発者によるバイナリ配布などは中止しないことなどが改めて発表された。一方で、4月6日には、Linux対応を謳ってSongbirdからフォークした Nightingaleプロジェクトも発足している。
2013年6月14日、Songbirdは6月28日までにすべての活動を停止し、閉鎖されることが発表された。事業の継続のために必要な資金を調達することが不可能であったことが理由とされる。

## 機能
- クロスプラットフォームで利用することができる
- MP3、AAC、Vorbis、FLAC、Apple Lossless、Windows Media Audioなどのフォーマットの再生に対応
- コンピューター上のファイルをスキャンし、ローカルライブラリで管理する機能
- MTPデバイスのサポート
- タグ機能のサポート
- ギャップレス再生とリプレイ・ゲインのサポート
- ブックマーク機能
- カスタムミックスの作成
- ミニプレーヤーモードを含む設定可能なインターフェース
- ユーザーインタフェースを変更するスキンを利用可能
- キーボードショートカット、メディアキーボードショートカットのサポート
- ウェブページ上のメディアファイルをSongbirdで再生可能なファイルとして認識
- MP3ファイルのダウンロード
- MP3ブログの購読
- アドオンを利用してのLast.fm連携機能
- Insound.com、HypeMachine連携機能
- iTunesへのメディアのインポート/エクスポート
- 自動アップデート

### OS X版 / Windows版での機能
- AppleのFair-Play-encodedによる楽曲をQuickTimeによって再生できる（iTunesによる認証が必要）。

### Windows版での機能
- Windows Media DRM（英語版）がかけられた楽曲を再生可能

## アドオン
WebブラウザのFirefoxと同じように、アドオンをインストールすることでユーザーは機能を拡張することができる。

## フェザー
Songbirdではメディアプレーヤーによくあるスキン機能のことをフェザーと呼び、ユーザーは好みに応じて様々なフェザーを選択して利用することができる。ユーザーはCSSなどを利用してフェザーを開発することもできる。

## リリースの変遷
開発は終了している。
| バージョン | リリース日     | コードネーム | 主な変更点 | Gecko |
| ---------- | -------------- | ------------ | --- | ----- |
| 0.1        | 2006年2月6日   | Hilda        | | 1.8   |
| 0.1.1      | 2006年2月22日  |              | - UIの修正 - より多くの種類のファイルのサポート | 1.8   |
| 0.2        | 2006年10月17日 |              | - クロスプラットフォームへの対応 - 多言語への対応 | 1.8   |
| 0.2.5      | 2007年2月28日  |              | - Windows Media DRMファイルの再生に対応. - FairPlayファイルの再生に対応. - マス・ストレージ・サービスの対応. - iPodのサポート. - 言語サポート改善 - OSに対する統合性の改善 | 1.8   |
| 0.3        | 2007年10月30日 | Bowie        | - タブブラウザでのブラウジング対応 - APIのオーバーホール - Gecko 1.9へのアップデート | 1.9   |
| 0.3.1      | 2007年11月6日  |              | - bug修正 | 1.9   |
| 0.4        | 2007年12月27日 | Cher         | - ディスプレイ・ペーン機能 | 1.9   |
| 0.5        | 2008年3月25日  | Dokken       | - メディアライブラリのAPI - MTPデバイスのサポート、Zuneを含む | 1.9   |
| 0.6        | 2008年6月13日  | Eno          | - メモリー関連とパフォーマンスの改善 - メタデータの書き出しに対応 | 1.9   |
| 0.6.1      | 2008年6月24日  |              | - バグ修正 | 1.9   |
| 0.7.0      | 2008年8月20日  | Fugazi       | - レイアウトとフェザーの変更 - スマートプレイリスト機能 - ドラッグ・アンド・ドロップ機能 - Mac OS XのPPC版に対するサポートの終了 | 1.9   |
| 1.0.0      | 2008年12月2日  | Genesis      | - GStreamerのメディアコアを全てのプラットフォームで使用 | 1.9   |
| 1.1.1      | 2009年3月10日  | Hendrix      | - 自動でインポートされたファイルの変更の監視 - アルバムアート取得機能 - リプレイ・ゲインに対応 - 検索機能の改善 | 1.9   |
| 1.1.2      | 2009年4月9日   | Hootie       | - バグ修正 | 1.9   |
| 1.2.0      | 2009年6月18日  | Isan         | - 自動で行われるライブラリの管理機能 - 2種類のiTunes同期機能 - Last.fm Radioのサポート - 10バンドのイコライザー機能 | 1.9   |
| 1.4.0      | 2009年10月19日 | Kanye        | - MP3エンコーディング機能 - CDリッピング機能 - デバイスのファームウェアアップデート機能 - 新たなフォーマットの再生に対応 - MP4とASFファイルのメタデータをサポート - MP3、WMAフォーマットへの変換機能                                                                                         | 1.9   |
| 1.4.1      | 2009年12月21日 |              | | 1.9   |
| 1.4.3      | 2009年12月23日 | KoЯn         | - 新しいフェザー - アドオン画面の変更 - 新たなデバイスのサポート - 致命的なバグの修正 - 表示窓のリサイズを簡易化 - New First Run Bundle | 1.9   |
| 1.7.2      | 2010年6月3日   | NOFX         | - 新たな形式のエンコードに対応 - 新たなデバイスのサポート - SDカードのサポート - ビデオウィンドウ - パフォーマンスと安定性の向上 - Linux版の公式サポートを終了 | 1.9   |
| 1.7.3      | 2010年6月10日  |              | | 1.9   |
| 1.8.0      | 2010年9月2日   | Orbital      | - 新規デバイスのサポート - Mac USB/MSCのサポート - Macパートナーの統合 - サービスパネルのクリーンアップ - デバイス同期とUIのクリーンアップ - AACエンコード機能 - ストリームのトランスコード (バックエンド) - パフォーマンスと安定性の向上                                                    | 1.9   |
| 1.9.3      | 2011年2月9日   | Pink Floyd   | - オンラインメディアストアの統合 - 再生キューアドオン - Mac用のCDリッピング機能 - ファームウェア更新 - パートナーリリースのためのシームレスなアップデート - XULRunner 1.9.2 - 種々の細かなプロジェクト - 7digitalアドオンのリライト (新API) - パフォーマンスと安定性の向上                   | 1.9   |
| 1.10.1     | 2011年11月1日  | Qbert        | - デバイスの2-Way同期 - パフォーマンスと安定性の向上 | 1.9   |
| 1.10.2     | 2012年1月25日  |              | - Androidデバイスとのプレイリストと曲の動機が改善 - Google/Samsung Nexus S、Samsung Galaxy SII、HTC Evo 3D、Galaxy Nexusの公式サポート - 1.10.1へのアップデート後にWMAが再生できなくなる問題を改善 - "Playlist is Library"を選択した状態でSmart Playlistを作成するとクラッシュする問題を改善 | 1.9   |
| 1.10.3     | 2012年5月22日  |              | | 1.9   |
| 2.0.0      | 2012年6月8日   |              | - songbird.meウェブアプリアドオンと統合されたプレイバックコントロール - Songbird.me web appウェブアプリや新しいAndroid用スキンと合う新しい明るいスキン | 1.9   |

## 対応プラットフォームと動作に必要な環境

### Microsoft Windows
- Microsoft Windows XP SP2, Microsoft Windows Vista, Microsoft Windows 7
- 1.5GHzのPentium 4 またはそれに互換性のあるプロセッサ
- 512MBの物理メモリ
- 150MBのハードドライブの空き容量
- 16ビットのサウンドカード (32ビットのサウンドカードを推奨)
- スピーカーまたはヘッドフォン

### Mac OS
- Mac OS X v10.5, Mac OS X v10.6, Mac OS X Lion
- インテルのプロセッサで動作するMac
- 512MBの物理メモリ
- 100MBのハードドライブの空き容量

### Linux
- glibc 2.3.4 以降
- X.Org 1.0 以降
- gtk 2.10 以降
- fontconfig (xftとしても知られるもの)
- libstdc++6
- 1.5GHzのPentium 4 またはそれに互換性のあるプロセッサ
- 512MBの物理メモリ
- 100MBのハードドライブの空き容量
- 16ビットのサウンドカード (32ビットのサウンドカードを推奨)
- スピーカーまたはヘッドフォン